# کازویا مییاهارا
کازویا مییاهارا (انگلیسی: Kazuya Miyahara؛ زادهٔ ۲۲ مارس ۱۹۹۶) بازیکن فوتبال اهل ژاپن است.
از باشگاه‌هایی که در آن بازی کرده‌است می‌توان به باشگاه فوتبال سانفریس هیروشیما اشاره کرد.
وی همچنین در تیم ملی فوتبال زیر ۱۷ سال ژاپن بازی کرده‌است.